# Cherry (Chromatics)
Cherry è il quinto album in studio del gruppo musicale statunitense Chromatics, pubblicato nel 2017.

## Tracce
1. Cherry – 4:32
2. Candy – 4:19
3. Headlight's Glare – 2:37
4. Ceremony – 6:13
5. At Your Door – 3:17
6. I Can't Keep Running – 4:37
7. Vertigo – 1:37
8. Cherry (Instrumental) – 4:31